# Welshpool Frillies
Welshpool Frillies is het 38e studioalbum van de Amerikaanse indierockband Guided by Voices. Het album werd uitgebracht op 21 juli 2023. Travis Harrison verzorgde de productie.

## Ontvangst
Het album werd positief ontvangen. Mark Deming van AllMusic noemde Welshpool Frillies een indrukwekkend voorbeeld van hoe Guided by Voices sinds August by Cake (2017) als een band fungeert, in plaats van als een eenmansproject van frontman Robert Pollard. Dana Poland van Post-Trash merkte op dat het album is opgenomen in een kelderstudio in Brooklyn, in tegenstelling tot de voorgaande albums sinds de heroprichting van de band in 2016. Ze benoemde de postpunk-achtige riffs en lo-fi textuur. Jon Buckland van The Quietus hoorde invloeden van Joy Division, Neil Young, blink-182 en Suede.
Pablo Cabenda van de Volkskrant was minder enthousiast. Volgens hem opent het album sterk, maar "na eenderde van het album lijkt het alsof Pollard geen zin meer had zijn liedjes verder te fatsoeneren en blijf je met de schetsjes van songs achter."

## Tracklist
| Nr. | Titel                     | Duur |
| --- | ------------------------- | ---- |
| 1.  | Meet the Star             | 3:27 |
| 2.  | Cruisers' Cross           | 3:30 |
| 3.  | Romeo Surgeon             | 3:18 |
| 4.  | Chain Dance               | 1:58 |
| 5.  | Why Won't You Kiss Me     | 2:09 |
| 6.  | Animal Concentrate        | 2:38 |
| 7.  | Cats on Heat              | 1:39 |
| 8.  | Mother Mirth              | 1:27 |
| 9.  | Don't Blow Your Dream Job | 3:34 |
| 10. | Awake Man                 | 2:19 |
| 11. | Rust Belt Boogie          | 4:08 |
| 12. | Seedling                  | 2:47 |
| 13. | Better Odds               | 2:43 |
| 14. | Radioactive Pigeons       | 2:30 |
| 15. | Welshpool Frillies        | 2:55 |

## Personeel
- Robert Pollard, zang
- Doug Gillard, gitaar
- Bobby Bare jr., gitaar
- Mark Shue, bas
- Kevin March, drums
- Travis Harrison, productie